# مدير تنزيل ملفات

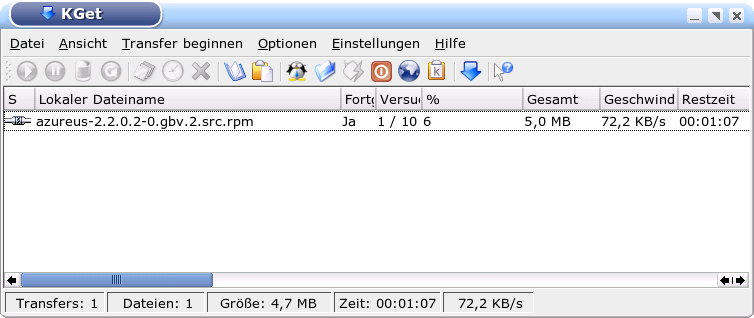

مدير تنزيل الملفات هو برنامج حاسوبي مخصص لتنزيل الملفات من الإنترنت وتخزينها على الحاسوب. بخلاف متصفح الويب المُعد خصيصًا لتصفح صفحات الويب، ولكن لا تخلو غالبية متصفحات الويب من مدير تنزيل ملفات خاص بها ولكنه يكون محدود للغاية مقارنة بالبرامج المخصصة لذلك.
معظم برامج التصفح لديها قدرة على تنزيل ملفات من الإنترنت. ولكن الأهم هي السرعة التي توفرها هذه البرامج. قام مطورون بإنشاء هذا البرنامج لغرض واحد هو توفير السرعة القصوى عن طريق تجزئة الملف المراد تنزيله وإنشاء عدة اتصالات لتنزيله مثل الصور والفيديوهات و الموسيقى كثيرة.

## المميزات
تختلف المميزات من مدير تنزيل لآخر.. ومن المميزات العامة:
- استئناف التنزيل عند إيقافه أو عند انقطاع الاتصال (تعتمد هذه الخاصية على السيرفر (الخادم) وإذا ما كان يدعم هذه الخاصية أم لا).
- تنزيل أكثر من ملف في نفس الوقت.
- جدولة مهام تنزيل الملفات.
- زيادة سرعة تنزيل الملفات.

## أنواع مدير التنزيل
يمكن أن نقسم أنواع مدير التنزيل إلى قسمين، وهي برامج تأتي مدمجة مع متصفحات الإنترنت، وبرامج أو إضافات خارجية تربطها بالمتصفح لكن يجب أن تدعم المتصفح، أو يقوم المتصفح بدعمها.
ومن الأمثلة على البرامج التي تأتي مع المتصفحات مدير تنزيل أوبرا، ومدير تنزيل فَيَرفُكس، ومن الأمثلة على البرامج الخارجية والإضافات للمتصفحات:
- نزّلها كلها! (إضافة لفَيَرفُكس).
- إنترنت داونلود مانيجر.